# 特魯富爾特魯富爾河

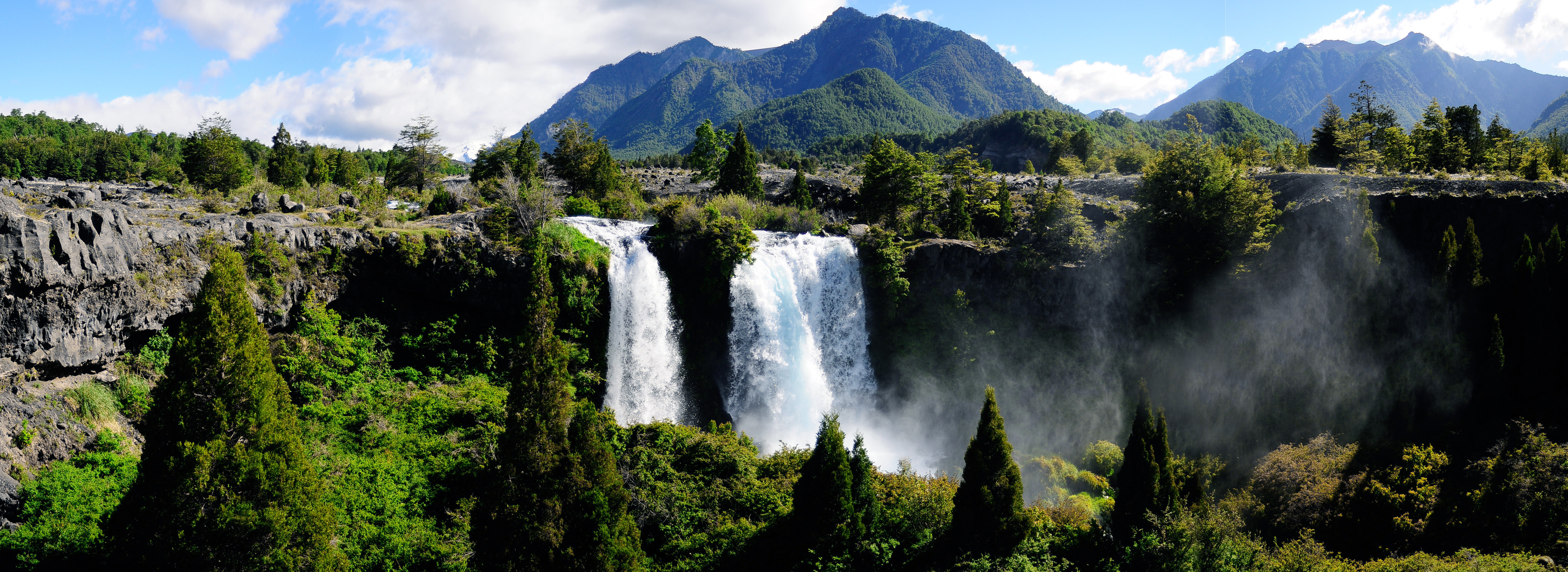
特魯富爾特魯富爾河瀑布

特魯富爾特魯富爾河（西班牙語：Río Truful-Truful）是智利的河流，位於阿勞卡尼亞大區，河道全長12.3公里，發源自孔吉利奧湖，流經亞伊馬火山東坡，最終注入阿利彭河。